# Warinthon Jamnongwat
Warinthon Jamnongwat (thailändisch วรินทร จำนงค์วัตร์, * 21. September 2002), auch als Kane  bekannt, ist ein thailändischer Fußballspieler.

## Karriere

### Verein
Warinthon Jamnongwat erlernte das Fußballspielen in der Jugend vom Chainat Hornbill FC. Hier unterschrieb er 2020 auch seinen ersten Vertrag. Der Verein aus Chainat spielte in der zweiten thailändischen Liga, der Thai League 2. Sein Zweitligadebüt gab er am 12. September 2020 im Heimspiel gegen den Sisaket FC. Hier stand er in der Startelf und spielte die kompletten neunzig Minuten. Nach insgesamt 91 Ligaspielen wechselte er im Sommer 2024 zum Erstligisten BG Pathum United FC.

### Nationalmannschaft
Warinthon Jamnongwat spielt seit 2023 für die thailändische U23-Nationalmannschaft.